# Jeux asiatiques de plage
Les Jeux asiatiques de plage (Asian Beach Games en anglais) sont un événement multi-sports créé en 2008 regroupant des disciplines qui se déroulent sur la plage. Ils sont organisés par le Conseil olympique d'Asie.

## Éditions
| Édition | Année | Ville hôte | Pays hôte | Début        | Fin          | Nations | Sportifs | Sports | Épreuves | Meilleure nation | Ref.  |
| ------- | ----- | ---------- | --------- | ------------ | ------------ | ------- | -------- | ------ | -------- | ---------------- | ----- |
| I       | 2008  | Bali       | Indonésie | 18 octobre   | 26 octobre   | 41      | 1 665    | 17     | 59       | Indonésie        | [ 1 ] |
| II      | 2010  | Mascate    | Oman      | 8 décembre   | 16 décembre  | 43      | 1 131    | 14     | 52       | Thaïlande        | [ 2 ] |
| III     | 2012  | Haiyang    | Chine     | 16 juin      | 22 juin      | 43      | 1 336    | 13     | 49       | Chine            | [ 3 ] |
| IV      | 2014  | Phuket     | Thaïlande | 14 novembre  | 23 novembre  | 42      | 2 335    | 26     | 168      | Thaïlande        | [ 4 ] |
| V       | 2016  | Da Nang    | Viêt Nam  | 24 septembre | 3 octobre    | 41      | 2 197    | 14     | 172      | Viêt Nam         | [ 5 ] |
| VI      | 2023  | Sanya      | Chine     | 12 août      | 19 septembre |         |          |        |          |                  |       |